# 名古屋の歌だがね 名古屋開府400年記念CD
『名古屋の歌だがね 名古屋開府400年記念CD』（なごやのうただがね なごやかいふよんひゃくねんきねんCD）は、2010年（平成22年）1月1日にキングレコードから発売されたコンピレーション・アルバム。名古屋開府400年を記念して名古屋ゆかりのご当地ソングを集めたCDとして、キングレコードが名古屋市の協力を得て制作した。本体価格は2,500円。規格品番：KICS-1511。

## 解説
企画の発案者は中日ドラゴンズのCDなども手掛けたキングレコードの名古屋市出身の音楽プロデューサーで、開府400年を機に名古屋ゆかりの歌を集めて街を盛り上げたいという思いから提案したという。「名古屋市歌」のほか、名古屋市長河村たかしも参加する開府400年公式PRソング「夢、つなごう なごらっチョ」、名古屋が歌われたご当地ソング、名古屋市出身のアーティストによる楽曲など、100曲以上の中から厳選して18曲を収録した。市歌や市の公式ソングをはじめ、民謡や懐メロ、フォーク・ニューミュージック、CMソングや社歌、つボイノリオのコミックソングまで、ジャンルを超えてバラエティーに富んだ「ごった煮的」な内容となっている。
中でもボーナストラックとして収録した「名古屋市歌」はCD初収録で、100年前の1910年（明治43年）に開府300年を記念して制作された市歌である。現存する市歌では前年制定の横浜市歌に次いで次いで2番目に古いものとされるが、第二次世界大戦後は演奏の機会が減少し、名古屋市のサイトでも紹介されておらず、市民の間でもほとんど存在を知られていなかった。

企画者のプロデューサーが図書館で調べ物をしていた際に存在を知り、名古屋市職員に調査を依頼した結果、保管されていた唯一のカセットテープが発見され、テープから復元してCDに収録された。プロデューサーは「奇跡の一曲」「テープから音が流れたときは鳥肌が立った」と語っている。
ジャケットには、名古屋開府400年記念祭のマスコットキャラクター「はち丸」「だなも」「エビザベス」「かなえっち」が描かれ、開府400年についての解説や名古屋市の歴史などを綴ったブックレットが付属する。企画者のプロデューサーは「名古屋の歴史、文化、特徴などが歌詞に盛り込まれているので、日本中の人に名古屋のことをいろいろ想像してもらうと楽しいのでは」「名古屋のことをあまり知らない人たちにも、音楽を通して名古屋のことをもっと伝えていきたい」と語っている。
なお、こうしたご当地ソングを集めたコンピレーション・アルバムは各地で制作されており、横浜市の『横浜幻想』、川崎市の『おんまちベストコレクション 好きですかわさき♪』などがある。川崎市のCDは企画・制作・販売まで市が主導している。

## 収録曲
収録曲・アーティストの出典
1. 夢、つなごう なごらっチョ（3分27秒）
名古屋開府400年公式PRソング。河村たかしも参加。
2. おひさしぶりだねナゴヤ（3分19秒）
さとう宗幸と芹洋子のデュエットによるご当地ソング。CD初収録。
名古屋市主導で制作されたご当地ソング。市と商工会議所、中日新聞社、NHK名古屋放送局により「愛知・名古屋マイソング実行委員会」を設置し、NHKのローカル番組で公募し制作された。オリジナルは石川ひとみとのデュエットだったが、アレンジも変えて芹洋子とのリメイク版を新録音。
3. みんな名古屋で（3分6秒）
名古屋市主導で制作されたご当地ソング[8]。作詞・作曲は伊丹直子、歌唱は愛知県出身の夫婦デュオ・チェリッシュ[9]。夫の松崎好孝は名古屋市、妻の悦子は春日井市出身。
4. 名古屋甚句（2分2秒）
愛知県民謡。江利チエミによる歌唱バージョン。
5. 名古屋甚句（3分33秒）
愛知県民謡。光本佳し子による歌唱バージョン。
6. 名古屋名物（3分34秒）
愛知県民謡。光本佳し子による歌唱。
7. 今池音頭（3分13秒）
名古屋出身の双子デュオ、ザ・ピーナッツが歌うご当地ソング。モノラル録音。
歌詞に名古屋や今池などの地名、名古屋城の金の鯱などの風物が登場する。また「メトロの駅」として市営地下鉄今池駅が登場する[10]。
8. ナゴヤ地下街の歌・モグラのチカちゃん（1分44秒）
名駅地下街サンロードのテーマソング。楠トシエによる歌唱。1957年の市営地下鉄東山線開通と同時に開業した日本最古の本格的地下街。開業当時の名称は「ナゴヤ地下街」でマスコット「モグラのチカちゃん」が制定された。
9. ZOOっといっしょ 木っといっしょ 東山（2分23秒）
名古屋市営東山動植物園公式テーマソング[11]。
10. なごやHERO!DANCE（4分11秒）
DATHY（ダッシー）の楽曲。初CD化。
YOSAKOIのようなダンスイベント「なごや舞祭」で踊る「HERO!DANCE（ヒーローダンス）」の楽曲。ヒーローとは名古屋ゆかりの三英傑、信長・秀吉・家康を指す。西条八十作詞・古賀政男作曲の「しゃちほこ音頭」をベースにダンスミュージックにアレンジしたもので、作曲・編曲は高橋誠[12]。
11. 名古屋はええよ!やっとかめ（3分25秒）
つボイノリオの楽曲。作詞・作曲は山本正之。全国的にも知名度の高い、名古屋の代表的なご当地ソング。
歌詞には東京や大阪へのdis、公害や感染症流行[注釈 1]、首都直下型地震などを想起させる不穏な語句が多数盛り込まれている[13]ことで知られるが、市が制作に関与した公的なアルバムにもかかわらず、歌詞は修正せず収録されている。
12. 燃えよドラゴンズ!（4分17秒）
元中日ドラゴンズの板東英二による歌唱。1974年バージョン[2]。
13. 働くドアラのテーマ（1分59秒）
ユニー株式会社 「ドラゴンズ朝市」テーマソング。歌唱は弥富又八。
14. ドアラのテーマ（3分8秒）
中日ドラゴンズのマスコット・ドアラのテーマソング。歌唱はDJドアラ。
15. 中京テレビ放送『お笑いマンガ道場』テーマ曲（1分2秒）
初CD化、モノラル録音。
16. みずいろの雨（3分24秒）
名古屋市出身のシンガーソングライター・八神純子の代表的ヒット曲。本人歌唱。
ただし歌詞に名古屋は全く登場せず、本人は東京の原宿を歩いているときに曲想を得たという。詳細は同曲の解説を参照。
なお八神の実家は、名古屋市に本社を置く八神製作所の創業者一族である。詳細は八神製作所#創業者一族を参照。
17. しなやかな風（4分41秒）
名古屋鉄道グループイメージソング（社歌）。初CD化[注釈 2]。
つのだ☆ひろ作曲。オリジナルはつのだ☆ひろ&大橋純子のデュエットであったが、つのだ☆ひろ&高橋奈保子名義で新録音。
18. 名古屋市歌（1分10秒）
ボーナストラックとして収録。初CD化、モノラル録音。詳細は#解説および名古屋市歌の記事を参照。